# (2503) Liaoning
(2503) Liaoning es un asteroide perteneciente al cinturón de asteroides, descubierto el 16 de octubre de 1965 por el equipo del Observatorio de la Montaña Púrpura desde el Observatorio de la Montaña Púrpura, Nankín (China).

## Designación y nombre
Designado provisionalmente como 1965 UB1. Fue nombrado Liaoning en homenaje a Liaoning provincia de la República Popular China.